# Doença de Pick
Doença de Pick é uma enfermidade neurodegenerativa incomum causada por excesso de proteína tau nos neurônios conhecidos como corpos de Pick. Geralmente afeta o lobo frontal ou/e o lobo temporal danificando a capacidade de raciocínio, expressão de linguagem e autocontrole. É semelhante à doença de Alzheimer, mas na doença de Pick os sintomas comportamentais aparecem muito antes da perda de memória começando por volta dos 40-60 anos.

## Causa
A causa exata da acumulação patológica de proteína tau é desconhecida, mas muitos genes anormais diferentes encontrados são suspeitos de causar Pick podendo ter influência hereditária.

## Sinais e sintomas
Seus sintomas principais são:
- Afasia (Dificuldade de falar);
- Confusão mental;

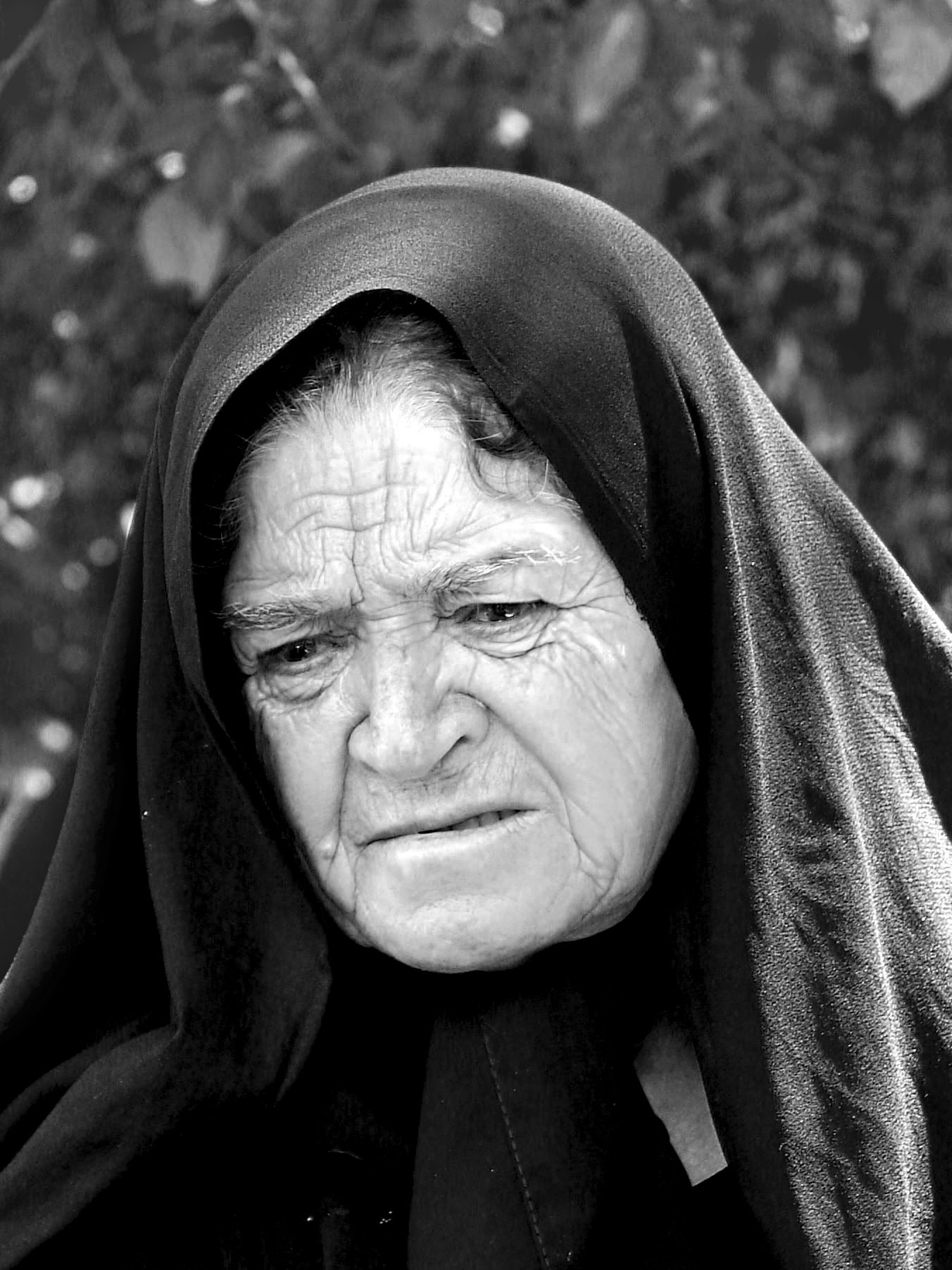
Cuidados e atenção cada vez maiores são necessários conforme os anos passam e a degeneração agrava.

- Condutas socialmente inadequada (grosseria, desinibição, agitação...);
- Instabilidade emocional;
- Dificuldade de se movimentar adequadamente.

Sem tratamento, a tendência dos sintomas é o agravamento com o decorrer do tempo. Com tratamento é possível diminuir os sintomas para melhorar a qualidade de vida do paciente.

## Diagnóstico
É feito por uma combinação de análise dos sintomas comportamentais, de preferência com algum teste psicológico específico validado no país, associado a técnicas de neuroimagens como EEG ou ressonância magnética. Exame dos fluídos do sistema nervoso central por punção lombar pode ajudar a confirmar o diagnóstico.

## Epidemiologia
Em média, a doença de Pick começa mais cedo que a doença de Alzheimer com idade média de 54 anos. Os primeiros sintomas costumam aparecer entre 40-60 anos, raramente acontecendo antes. Afeta 1 em cada 100.000 pessoas sendo um pouco mais comum em mulheres do que em homens.

## Tratamento
Os sintomas costumam progredir por 6 a 10 anos causando severos transtornos ao paciente, família, amigos e equipe de saúde. O tratamento é sintomático, voltado a melhorar o bem estar do paciente e das pessoas significativas em sua vida podendo incluir analgésicos, anticolinérgicos e anti-histamínicos. Além disso é importante tratar os transtornos psiquiátricos associados. Pode ser necessário diminuir ou trocar remédios que possam estar agravando os sintomas. 
Em grandes cidades costumam grupos de apoio psicológico a famílias de pessoas com doenças neurodegenerativas e terapia ocupacional para ensinar o paciente a se adaptar a sua nova condição. A terapia com o paciente costuma se resumir a estimular bons comportamentos e ignorar os comportamentos inadequados, exceto aqueles que possam ferir alguém. O diálogo com o paciente é cada vez mais difícil conforme a capacidade de processar linguagens vai degenerando.

## História
O nome doença de Pick é em homenagem a Arnold Pick, professor de psiquiatria da Universidade de Praga, que descobriu e descreveu a doença em 1892, examinando o tecido cerebral de vários pacientes falecidos com histórias de demência.